# Pere Nicolau
Pere Nicolau (Igualada, segle xiv - València, 1408) fou un pintor del gòtic documentat des del 1390.
Cap d'un important obrador a València, fundà una escola que es mantingué vigent fins a mitjan segle xv. Se'l relaciona amb setze retaules documentats entre el 1395 i el 1405, entre els quals figuren un encàrrec reial, sis encàrrecs per a capelles de la catedral de València i tres per a altars majors. Ell i Marçal de Sax són considerats com els primers representants del gòtic internacional valencià d'influència flamenca. Tot i que es conserva tant documentació com diferents obres atribuïdes a Pere Nicolau, es considera molt difícil discernir l'obra realitzada pel mestre de la producció del taller que regentà.